# تومومی ایزومورا
تومومی ایزومورا (انگلیسی: Tomomi Isomura; may 6 – ) صداپیشه اهل ژاپن بود. وی از سال ۲۰۰۴ میلادی تاکنون مشغول فعالیت بوده‌است.